# Olga Venecia Herrera Carbuccia
Olga Herrera Carbuccia (1956) is een rechter uit de Dominicaanse Republiek. Ze was rechter-president van de strafkamer van het Hof van Beroep van Santo Domingo en is sinds 2012 rechter van het Internationale Strafhof. Naast haar juridische loopbaan was ze docent en decaan aan de Nationale Universiteit Pedro Henríquez Ureña.

## Levensloop
Herrera sloot haar studie in 1980 cum laude af met een doctorsgraad aan de Autonome Universiteit van Santo Domingo. Vanaf 1981 maakte ze een loopbaan in het juridische district Santa Domingo, dat tegenwoordig het Distrito Nacional wordt genoemd. Eerst begon ze als officier van justitie van het Vredeshof, een soort rechtbank die hier voorafgaat aan de rechtbank van eerste aanleg. Aansluitend werd ze tot 1986 assistent procureur van de aanklager en vervolgens tot 1991 rechter-president van de achtste strafkamer van het Hof van Beroep. Uiteindelijk klom ze op tot ze in 2003 rechter-president van het Hof werd.
Tijdens haar loopbaan deed ze uitgebreid ervaring op op het gebied van strafrecht, bescherming van de mensenrechten, zedenmisdrijven, drugscriminaliteit, witwassen en efficiëntieverbeteringen in de procesgang. Daarnaast doceerde ze aan de faculteit voor rechten en politicologie van de Nationale Universiteit Pedro Henríquez Ureña, waar ze in de periode van 1995 tot 2004 eveneens decaan was. Voor haar werk als rechter en in het onderwijs werd ze meermaals onderscheiden.
In 2012 werd ze benoemd tot rechter van het Internationale Strafhof in Den Haag.